# Густафссон, Яри
Я́ри Гу́стафссон (швед. Jari Gustafsson; род. 21 ноября 1958, Финляндия) — финский дипломат и экономист; чрезвычайный и полномочный посол Финляндии в Греции (с 2020); ранее — посол Финляндии в Китае (2013—2015) и посол Финляндии в Японии (2009—2013).

## Биография
Получил степень магистра политических наук. Имеет более чем десятилетний опыт работы в сфере внешней торговли в Министерстве торговли и промышленности Финляндии.
В 1995 году поступил на службу в Министерство иностранных дел Финляндии. Работал в Совете управляющих Европейского банка реконструкции и развития (ЕБРР) в Лондоне. У него есть также опыт представительства в Париже от финской миссии в ОЭСР.
В 2009 году был назначен чрезвычайным и полномочным послом Финляндии в Японии, а в 2013 году назначен послом Финляндии в Китае.
17 апреля 2020 года указом президента Финляндии Саули Нийнистё назначен с 1 сентября 2020 года чрезвычайным и полномочным послом Финляндии в Греции.